# كريل صغير
ايفوزي صغير أو كريل صغير (الاسم العلمي:Thysanoessa parva) هو نوع من الحيوانات البحرية يتبع جنس ايفوزي مهدب من فصيلة الايفوزية.